# Fabrique de Moteurs et de Machines ZL

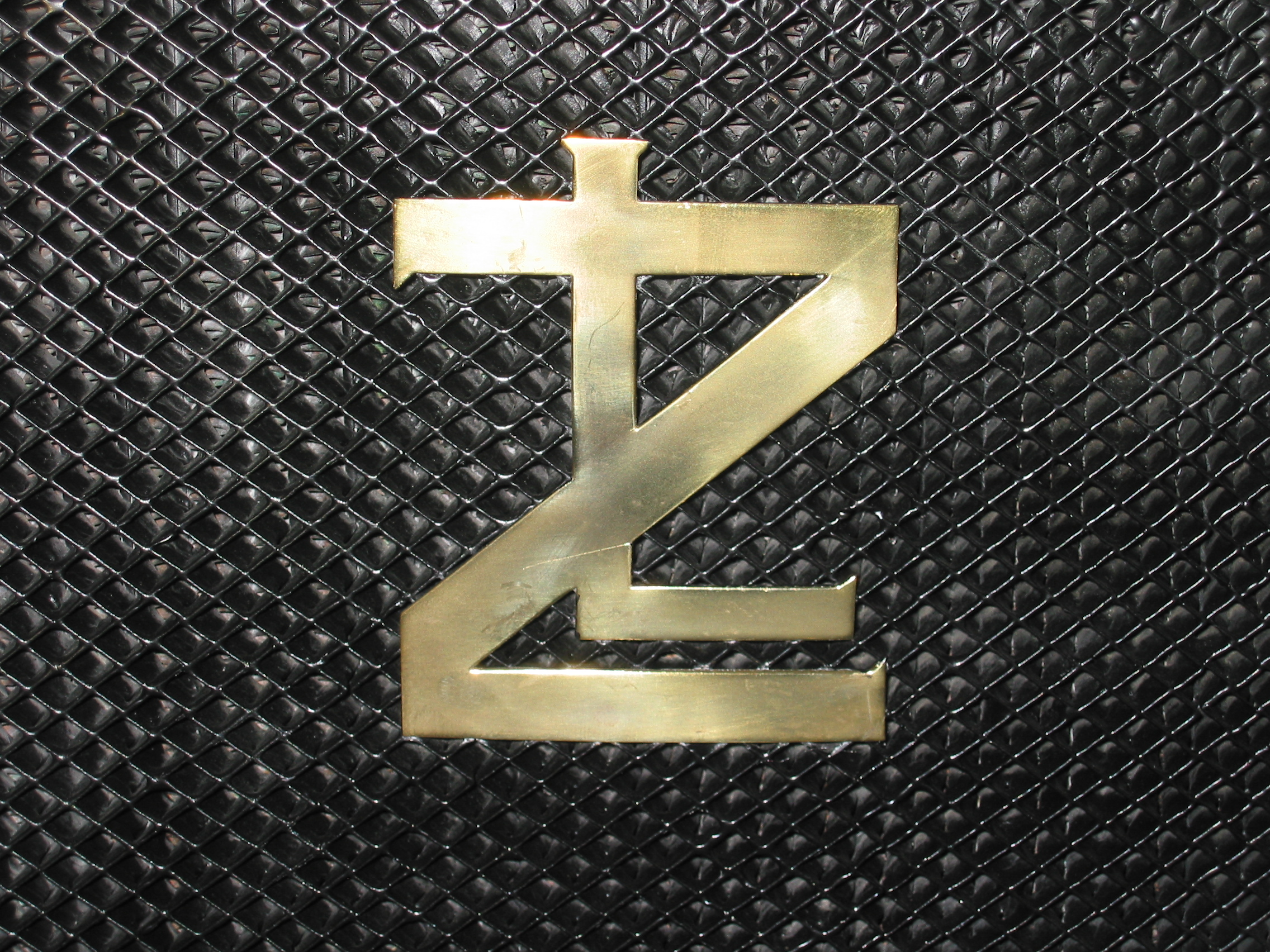
Emblem

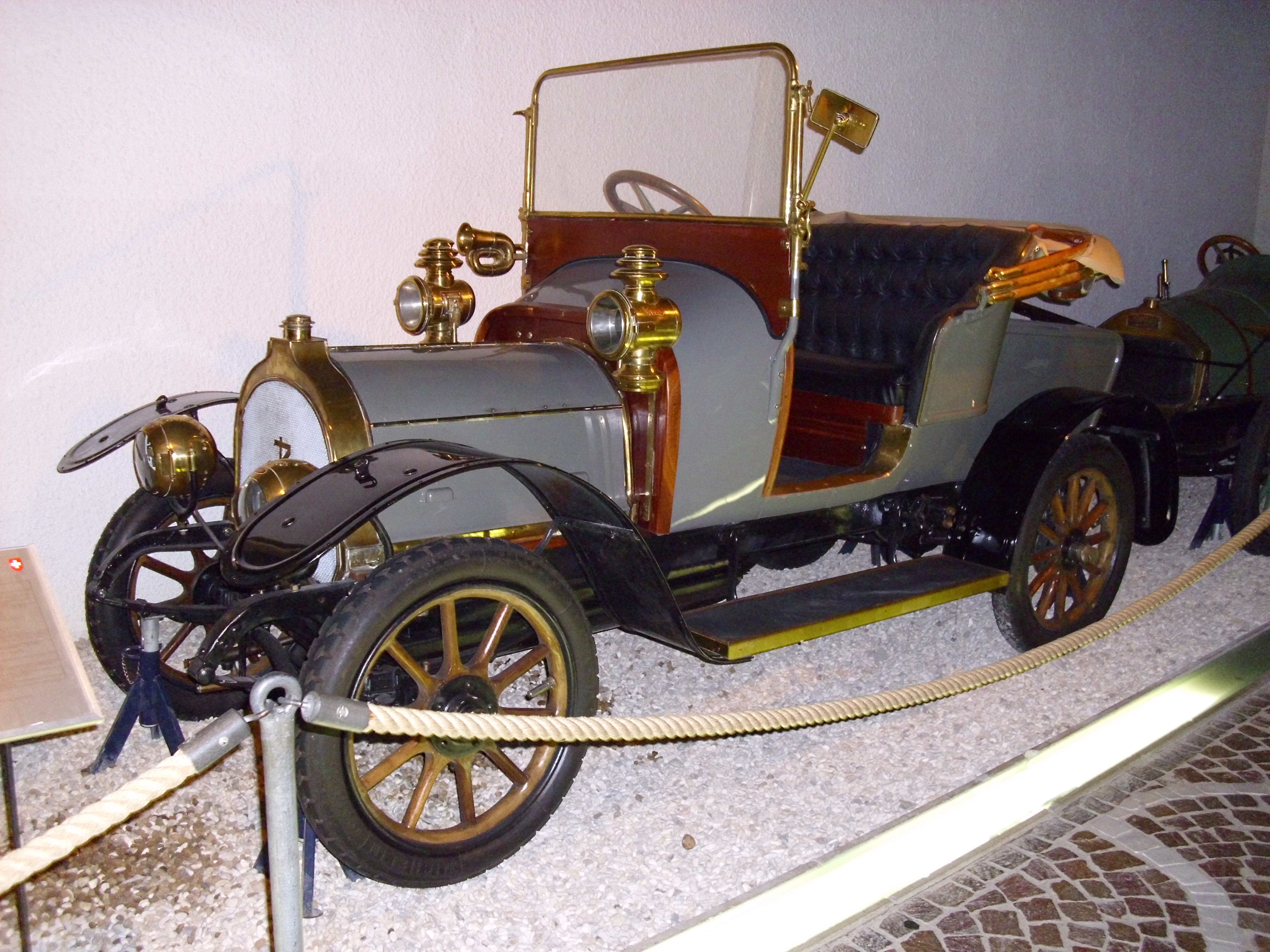
ZL 8/10 PS C von 1908 aus Schweizer Produktion

ZL war ein Schweizer Hersteller von Motoren, Motorrädern und Automobilen mit der Filiale Société des Moteurs et Automobiles Zedel (ZL) in Frankreich.

## Unternehmensgeschichte
Ernest Zürcher (in deutschsprachigen Quellen Ernst Zürcher) eröffnete 1896 in Neuchâtel eine Werkstatt und begann 1897 als erster Schweizer Unternehmer mit der Produktion von Motorradmotoren. Nach den ersten erfolgreichen Verkäufen schloss er sich am 4. Januar 1901 mit Hermann Lüthi zusammen und gründete die Firma Zürcher & Lüthi & Cie SA in Saint-Aubin-Sauges. Am 21. März 1902 wurde das Unternehmen in SA Fabrique de Moteurs et de Machines ZL umbenannt, als sich Hermann Lüthi aus dem Unternehmen zurückzog. 1903 gründete Zürcher eine Filiale im französischen Pontarlier, um die hohen Zollschranken zu umgehen. Am 30. Juni 1905 schloss Zürcher das Werk in Saint-Aubin-Sauges. Am 11. November 1907 gab Zürcher die Leitung der Filiale an den Schweizer Ingenieur Samuel Graf ab und begann erneut in Saint-Aubin-Sauges mit der Produktion von Motoren, Motorrädern und Automobilen. 1908 endete die Automobilproduktion im Schweizer Werk.

## Fahrzeuge

### Automobile
Die in der Schweiz entstandenen Modelle waren identisch zu den französischen Modellen. Dies waren ab 1907 das Modell 8 PS mit einem Vierzylindermotor mit 1128 cm³ Hubraum sowie ab 1908 das Modell 8/10 PS, auch 10 PS genannt, ebenfalls mit einem Vierzylindermotor und wahlweise 1693 cm³ oder 1791 cm³ Hubraum. Die offenen Karosserien boten als Phaeton Platz für zwei Personen und als Doppelphaeton Platz für vier Personen.
Ein Fahrzeug dieser Marke ist im Musée de l’automobile de la Fondation Pierre Gianadda in Martigny zu besichtigen.

### Motoren und Motorräder
Zunächst wurden Viertaktmotoren für Motorräder hergestellt, die als Einbaumotoren an Motorradhersteller in Deutschland, England, Frankreich, Österreich und in die Schweiz an Hersteller wie die Condor-Werke verkauft wurden. Darunter befanden sich Einzylindermotoren mit 211 cm³ und 240 cm³ Hubraum für NSU. Später wurden auch Motorräder und Motor-Dreiräder hergestellt.

## Motorenlieferungen an andere Automobilhersteller
Motorenlieferungen erfolgten an Alcyon, Egg, Seebacher Maschinenbau und Yaxa.

## Markennamen
Die Motoren wurden als Zürcher vermarktet. Der Markenname für Fahrzeuge aus Schweizer Produktion lautete ZL, für Fahrzeuge aus französischer Produktion Zédel. Dies ist ein Kunstwort und wurde aus den Initialen der beiden Firmengründer (Z & L) gebildet.